# 善太新田町
善太新田町（ぜんたしんでんちょう）は、愛知県愛西市の地名。

## 地理
愛西市旧佐屋町域南東端部に位置する。東は大井町・鰯江町・海部郡蟹江町、西は大井町 ・弥富市、南は弥富市、北は大井町に接する。

### 河川
- 善太川

## 歴史

### 人口の変遷
国勢調査による人口および世帯数の推移。
| 1995年（平成7年）  | 409世帯 1382人 |  |
| 2000年（平成12年） | 408世帯 1300人 |  |
| 2005年（平成17年） | 420世帯 1269人 |  |
| 2010年（平成22年） | 405世帯 1182人 |  |
| 2015年（平成27年） | 420世帯 1192人 |  |
| 2020年（令和2年）  | 437世帯 1214人 |  |

## 交通

### 鉄道
- 関西本線
- 近鉄名古屋線

### バス
- 愛西市巡回バス（2020年4月1日現在）[WEB 11]

|    | 停留所名         | ルート |
| -- | ---------------- | ------ |
| 40 | 伊藤モータース   | 佐屋東 |
| 41 | 福音自由教会     | 佐屋東 |
| 42 | シティコープ富吉 | 佐屋東 |
| 43 | 古株             | 佐屋東 |

### 道路
- 愛知県道462号大藤永和停車場線

## 施設
- 愛西市立永和中学校
- 名古屋南福音自由教会

### WEB
1. ↑  “愛知県愛西市の町丁・字一覧”.   人口統計ラボ. 2021年8月9日閲覧。
2. 1 2  総務省統計局 (2022年2月10日). “令和2年国勢調査の調査結果(e-Stat) - 男女別人口，外国人人口及び世帯数－町丁・字等” (CSV). 2023年8月2日閲覧。
3. ↑  “愛知県愛西市の郵便番号一覧”.   日本郵便. 2022年1月3日閲覧。
4. ↑  “市外局番の一覧” (PDF).   総務省 (2022年3月1日). 2022年3月22日閲覧。
5. ↑  “ナンバープレートについて”.   一般社団法人愛知県自動車会議所. 2024年1月21日閲覧。
6. ↑  総務省統計局 (2014年3月28日). “平成7年国勢調査の調査結果(e-Stat) - 男女別人口及び世帯数 －町丁・字等” (CSV). 2021年7月20日閲覧。
7. ↑  総務省統計局 (2014年5月30日). “平成12年国勢調査の調査結果(e-Stat) - 男女別人口及び世帯数 －町丁・字等” (CSV). 2021年7月20日閲覧。
8. ↑  総務省統計局 (2014年6月27日). “平成17年国勢調査の調査結果(e-Stat) - 男女別人口及び世帯数 －町丁・字等” (CSV). 2021年7月21日閲覧。
9. ↑  総務省統計局 (2012年1月20日). “平成22年国勢調査の調査結果(e-Stat) - 男女別人口及び世帯数 －町丁・字等” (CSV). 2021年7月21日閲覧。
10. ↑  総務省統計局 (2017年1月27日). “平成27年国勢調査の調査結果(e-Stat) - 男女別人口及び世帯数 －町丁・字等” (CSV). 2021年7月21日閲覧。
11. ↑  愛西市. “愛西市巡回バス”. 2024年4月9日閲覧。

### 書籍
1. 1 2  「角川日本地名大辞典」編纂委員会 1989, p. 1871.